# جيمس إف. هاتشينسون
جيمس إف. هاتشينسون (بالإنجليزية: James F. Hutchinson)‏ هو رسام أمريكي، ولد في 1932.